# Belgischer Brocken

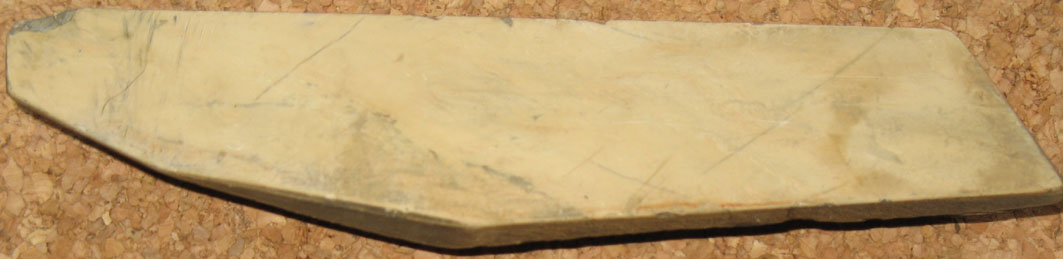
Belgischer Brocken

Der Belgische Brocken ist ein bei Vielsalm in den belgischen Ardennen abgebauter Naturstein, der als Schleifstein bzw. Abziehstein für den Feinschliff verwendet wird.

## Geschichte
Die Geschichte des Abbaus in den Gruben der belgischen Ardennen (Gebirge) ist nachweisbar seit Plinius dem Älteren (römischer Schriftsteller). Noch heute ist dieses Vorkommen  wegen seiner Zusammensetzung weltweit einzigartig: In dem ca. 480 Millionen Jahre alten, eher weichen, graugelben Sedimentgestein aus vulkanischen Aschen und Tonen sind hohe Anteile feinster Granate (5–20 Mikron) eingelagert. Nach Diamant, Korund und Beryll folgt Granat der Härte nach mit deutlichem Abstand. Ähnlich einem Fußball ist die Oberfläche in Facetten aufgeteilt (Rhombendodekaeder). Genau diese Merkmale, nämlich Härte und Rundung der Körner, führen zu den hervorragenden Schärfeigenschaften.

## De Blauwe Wetsteen

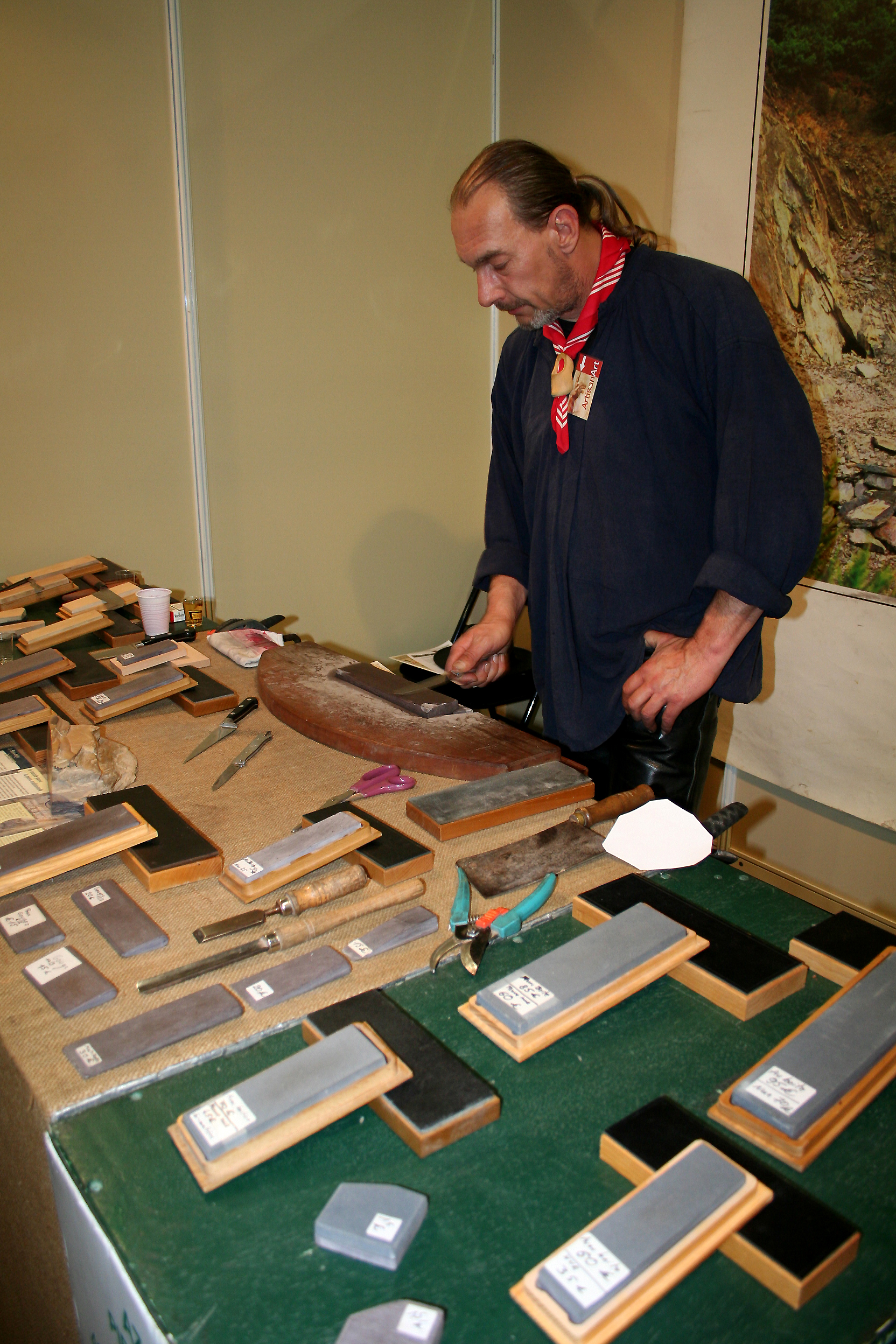
Verkaufsstand mit einigen Banksteinen aus gelbem und blauem Stein.

In Zusammenarbeit mit Laboren der Universität Lüttich ließ eine neue Leitung der letzten noch verbliebenen Grube 1996/97 die geologisch nahen Schichten des traditionellen Gelben Belgischen Brocken (Coticule) untersuchen. Dabei entdeckte man einen hochwertigen Schärfstein mit ähnlichen Eigenschaften, nur von blau-grauer Farbe, welche von Eisenoxid herrührt. Er enthält ca. 30 % eingelagerte Granate, dadurch ist er etwas langsamer als der bekannte gelbe Brocken, aber dafür langlebiger. Der große Vorteil des Blauen Steins liegt darin, dass die vorkommenden Schichten in Stärken von 15–20 cm verwertet werden können, wodurch man wieder schöne große Banksteine schneiden kann. Darüber hinaus eignet sich dieser Blaue Stein auch für Profilformen und – im Gegensatz zu anderen wesentlich härteren Profilsteinen – lässt sich seine Form auf einfachem Schleifpapier noch für den individuellen Bedarf anpassen.

## Coticule
Der traditionelle (gelbe) Stein enthält 35–40 % Granate. Die dünnsten Schichten liefern die beste Qualität, weswegen sie zur Stabilisierung mit einer Schieferlage verkittet werden. Der Stein kann aus diesem Grund selten als Bankstein angeboten werden, häufiger ist die vielkantige Form, als „Brocken“ bezeichnet, welche dem Stein seinen Namen gegeben hat.

## Wirkungsweise
Beim Abziehen von Werkzeugstählen wird der beim Schleifen entstandene Grat entfernt und die Schneide poliert. 
Reibt die Klinge des Werkzeugs über die mit Wasser befeuchtete, gleichmäßig feinkörnige Oberfläche des Belgischen Brockens, treten die Granate hervor, lösen sich aus dem Muttergestein (Kornausbruch) und bilden so mit dem Wasser und der abgeriebenen Matrix aus Aschen, Ton und Glimmer einen dünnen Brei, die Schleifpaste. Die Rundungen der Granate dringen dabei nur leicht in den Stahl ein und nehmen feine Späne vom Metall ab. Die Härte des Granats aber verursacht einen sehr scharfen Abrieb. Durch die nahezu runde Form der Kristalle entstehen allerdings keine Kratzer, sondern eine feine Politur.
Diese Kombination von Schnelligkeit und Feinheit ist weltweit einzigartig. Durch sie kann eine Schneideschärfe erzielt werden, mit welcher z. B. die Holzfaser mit schneidenden Werkzeugen sauber quer durchtrennt werden kann.